# Nó catau
Nó catau ou Nó de encurtar ou Nó perna de cão. Serve para encurtar um cabo ou reforçar um cabo poído, retirando a tensão da parte danificada.  No Ashley Book of Knots, recebe os números 1152 a 1154.

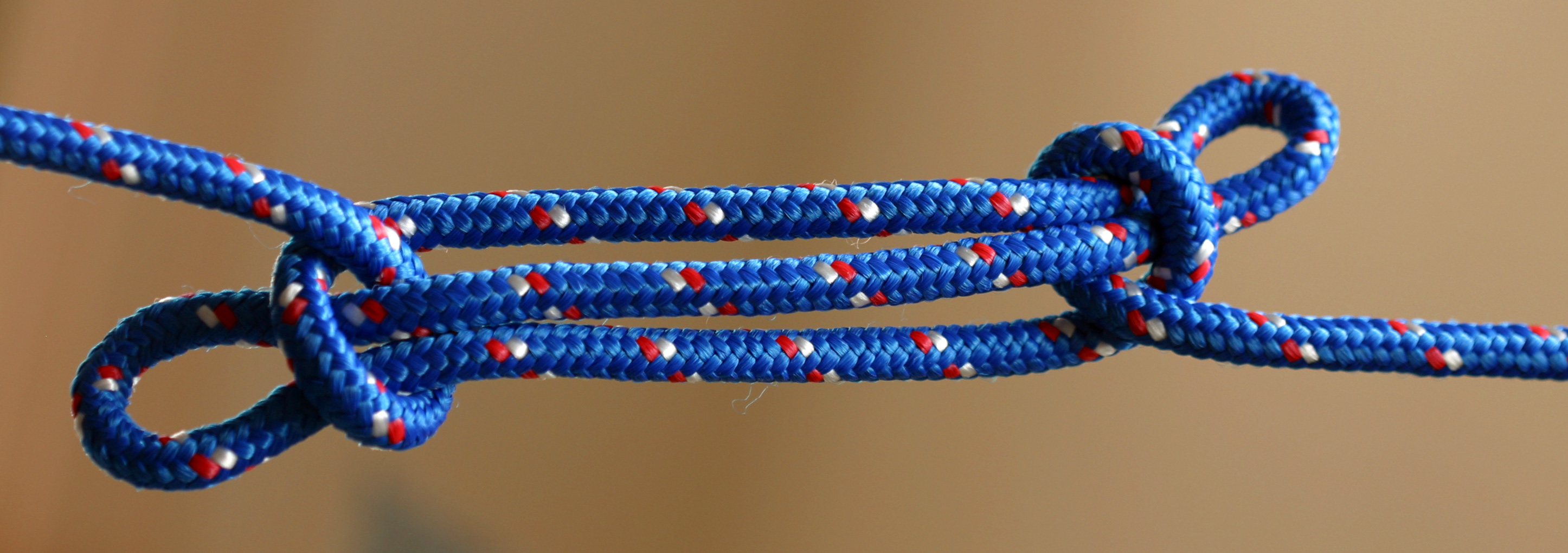
Nó catau

## Nó catau com arremate
apresenta uma melhoria para maior segurança, introduzindo os chicotes dentro das alças formadas.